# EMac

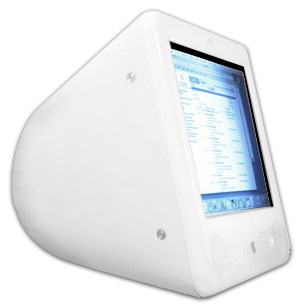
Primer modelo de eMac.

El eMac, nombre diminutivo de "education Macintosh", fue un computador de escritorio Macintosh creado por Apple Computer. 
Lanzado el 29 de abril de 2002, el eMac fue originalmente dirigido al sector de la educación, por su bajo coste, esta fue la opción de Apple para el mercado masivo. El eMac es un ordenador de color blanco y ergonómico diseñado de la misma forma que la primera generación de los iMac's. Tenía en su interior un procesador PowerPC G4 significativamente más rápido que otros iMac y una pantalla más grande, de 17".
Debido a la semejanza del eMac al iMac original, algunas personas pensaron que el eMac era un retrónimo del iMac G3, puesto que las revisiones principales siguientes del iMac han cambiado a los modelos que ofrecían monitores de panel plano.
El eMac fue retirado del público general el 12 de octubre de 2005 y desde aquel entonces fue vendido exclusivamente para institutos educacionales. El eMac fue descontinuado el 5 de julio de 2006 y reemplazado por un iMac más barato, que al igual que el eMac, fue vendido exclusivamente para institutos educacionales.

## Retrospectiva
Apple Computer introdujo el eMac en abril de 2002 como una alternativa de bajo costo al computador con pantalla de cristal líquido iMac. Fue originalmente creado exclusivamente para instituciones de educaciones, pero debido a que la demanda fue tan grande se hizo disponible al público en general un mes después.
El eMac tenía una pantalla convencional (CRT) de 17 pulgadas, un procesador PowerPC G4 de 700 u 800 MHz, una tarjeta de video de NVIDIA GeForce2 MX, y unos altavoces estéreo incorporados de 18 vatios. Los precios al público fueron de $1,099 y $1,499 dólares, rellenando el precio entre el antiguo iMac de $799 y el nuevo iMac de $1499. Apple descontinuó el antiguo iMac en marzo de 2003 pero no rellenó ese precio hasta mayo de 2003, cuando el eMac fue actualizado y su precio bajo al del antiguo iMac. 
Esta revisión trajo consigo un procesador de 800 MHz y 1 GHz y reemplazó la GeForce2 con una ATI Radeon 7500.
El eMac se mejoró más adelante en octubre de 2003, cuando el modelo de 800 MHz fue eliminado y el modelo de 1 GHz bajó su precio.  Un modelo más costoso de 1 GHz que incluía el Apple SuperDrive fue bajado de precio. Este modelo era notable por ser uno de los computadores más costosos con capacidad de grabación DVD.
La próxima revisión de la línea eMac vino en abril de 2004, con DDR SDRAM, un procesador (CPU) más rápido trabajando a 1.25 GHz, y una mejor tarjeta de gráficos ATI Radeon 9200. La última revisión de mayo de 2005 de la eMac venía con un CPU más rápido pues, corría a 1.42 GHz, mejores gráficos y disco duro estándar de mayor capacidad. 
Según un comunicado de Apple, una cantidad significante de eMac sufrieron un problema conocido como "Raster Shift", un fenómeno en el cual, un tercio de la pantalla (comúnmente el inferior) o algunas veces la mitad de la pantalla, se vuelve negra y la imagen se desplaza hacia arriba, fuera de los límites de esta. Estática excesiva acompaña este problema, dejando el resto de la pantalla inutilizable. En respuesta a este problema Apple ofreció reemplazar el cable de video de todas las eMac afectadas.
En 2006 varios usuarios descubrieron que las placas madre fabricadas en los dos primeros cuartos del año 2004 estaban plagadas con condensadores deficientes. Después de seis meses de que las eMac comenzaron a tener estos problemas, Apple introdujo un Programa de Reparación para todos los modelos afectados.
El 12 de octubre de 2005, Apple una vez más restringió las ventas del eMac a instituciones educativas y volvió a su modelo de marketing "E de Educación" que había sido añadido al producto a partir de la restricción original a compradores de educación. La compañía reimplementó esta medida restrictiva por razones sin especificar. Algunos analistas creen que Apple quería forzar al público general a comprar el más costoso Mac mini o el iMac. Sin embargo, el eMac seguía estando disponible para comprarlo para el público en general a través de minoristas.
El 5 de julio de 2006, Apple lanzó una versión del iMac Core Duo especial para educación que reemplazó a la gama eMac. El nuevo iMac tenía una unidad Combo y un disco duro de solamente 80 GB.
El eMac puede iniciar nativamente en Mac OS 9.2.2 y Mac OS X empezando por la versión 10.1.4. Los modelos que funcionen a 1 GHz (con la excepción de algunos modelos sin SuperDrive a 1 GHz) no pueden correr Mac OS 9, mientras que los eMacs inferiores a 1 GHz no soportan oficialmente Mac OS X 10.5 (los requerimientos mínimos son 867MHz con 512 MiB de RAM). Ningún modelo del eMac puede correr Mac OS X 10.6 ("Snow Leopard") o superior, porque Snow Leopard requiere un procesador Intel.

## Especificaciones

### Versión original (Introducido el 29 de abril de 2002)
- Procesador G4 de 700 u 800 MHz
- Bus de sistema a 100 MHz
- 128 o 256 MiB PC100 SDRAM (puede ser ampliada a un máximo de 1 GiB SDRAM)
- Tarjeta gráfica NVIDIA GeForce2 MX 3D AGP 2X
- Monitor de 17 pulgadas
- Altavoces integrados de 18 W
- Unidad de CD o combo (grabador de CD que puede leer DVD)
- Disco duro de 40 GB
- Listo para tarjeta AirPort

### Primera revisión (Introducido el 6 de mayo de 2003)
- Procesador PowerPC G4 a 800 MHz o 1 GHz
- Bus de sistema a 133 MHz
- 128 o 256 MiB PC133 SDRAM (puede ser ampliada a un máximo de 1 GiB SDRAM)
- ATI Radeon 7500 AGP 4x (32 MiB de memoria DDR SDRAM dedicada)
- Pantalla CRT plana de 17 pulgadas
- Altavoces estéreo integrados de 18W
- Lectora de CD-ROM, Combo Drive (grabadora de CD con capacidad para leer DVD) o SuperDrive (Grabadora de CD y DVD 2x)
- Disco duro de 40, 60 u 80 GB de capacidad
- Listo para tarjeta AirPort Extreme

### Segunda revisión (introducido el 13 de abril de 2004)
- Procesador G4 a 1.25 GHz
- Bus de sistema a 167 MHz
- 256 MiB DDR SDRAM (puede ser aumentada hasta un máximo de 2 GiB[cita requerida])
- Gráficos ATI Radeon 9200 (32 MiB de memoria SDRAM DDR dedicada)
- Pantalla CRT plana de 17 pulgadas
- Altavoces estéreo integrados de 16 W
- Combo drive (grabadora de CD que puede leer DVD) o SuperDrive (4x, grabadora de CD y DVD)
- Unidades de disco duro de 40, 80, o 160 GB
- Puertos USB 2.0 y Firewire integrados
- Listo para tarjeta AirPort Extreme
- El disco duro en el modelo Combo Drive puede ser actualizado hasta 80 GB, y el disco duro del modelo SuperDrive puede ser actualizado hasta 160 GB.

### Tercera revisión  (introducida 3 de mayo de 2005)
- Procesador G4 de 1.42 GHz
- Bus de sistema de 167 MHz
- 256 MiB or 512 MiB DDR SDRAM (se puede aumentar a un máximo de 2[cita requerida] GiB DDR SDRAM)
- Gráficos ATI Radeon 9600 (64 MB de DDR SDRAM dedicada)
- Pantalla CRT de 17 pulgadas
- Altavoces estéreo de 18 W integrados
- Unidad CD-ROM , Unidad Combo (DVD-ROM/CD-RW), o SuperDrive (16x, DVD+R DL/DVD-RW/CD-RW)
- Disco duro de 80 o 160 GB
- Puertos USB 2.0 y FireWire
- Listo para tarjeta AirPort Extreme
- Bluetooth
- Micrófono integrado
- Conexión a monitor externo
- Mac OS X versión 10.4 "Tiger"